# Estación de Salas de los Infantes
Salas de los Infantes es una estación de ferrocarril situada en el municipio español de Salas de los Infantes, en la provincia de Burgos, perteneciente al ferrocarril Santander-Mediterráneo. En la actualidad se encuentra fuera de servicio, aunque mantiene intacto el entramado ferroviario.

## Situación ferroviaria
Las instalaciones ferroviarias se encontraban situadas en el punto kilómetro 191,442 de la línea férrea de ancho ibérico Santander-Mediterráneo, a 947 metros de altitud sobre el nivel del mar.

## Historia
Construida por la Compañía del Ferrocarril Santander-Mediterráneo, entraría en servicio en agosto de 1927 con la inauguración del tramo Burgos-Cabezón de la Sierra. Las instalaciones de Salas de los Infantes estuvieron dedicadas especialmente al tráfico de mercancías, llegando a ser una de las estaciones de la línea que mayor capacidad tuvo. Además de un edificio de viajeros, dispuso de más de una decena de vías de servicio, así como una rotonda giratoria, almacenes y aguada. En 1941, con la nacionalización de los ferrocarriles de ancho ibérico, las instalaciones pasaron a manos de RENFE. 
La estación dejó de prestar servicio con la clausura al tráfico de la línea Santander-Mediterráneo en enero de 1985.